# Flumineddu
Il Flumineddu (conosciuto anche col nome di rio San Girolamo) è un  fiume della Sardegna centro-meridionale.
Nasce alle pendici del Gennargentu, in prossimità della punta Perda 'e Liana in agro di Gairo e mantiene lungo tutti i suoi 60 km di lunghezza un corso che segue una linea verticale. Attraversa i territori di Gairo, Ussassai, Seui, Ulassai, Perdasdefogu, Escalaplano ed infine Ballao dove in prossimità del centro abitato si getta nel Flumendosa, del quale il Flumineddu è l'affluente principale. 

Una diga sbarra il fiume Flumineddu a Capanna Silicheri, tra i comuni di Seui e Ulassai (Provincia dell’Ogliastra).
Il fiume ha un carattere torrentizio, cresce e cala la portata nei vari periodi dell'anno, ma ha un corso perenne. 
Lungo il suo corso forma le cosiddette iscas, pianure naturali dove è più semplice praticare un minimo di agricoltura.
Numerose sono le piscine, di color verde smeraldo, che si formano, nelle quali gli abitanti dei paesi vicini al suo corso trovano refrigerio in estate, essendo la zona relativamente lontana dal mare.